# Guillermo Rigondeaux
Guillermo Rigondeaux Ortíz (La Prueba, 1980. szeptember 30. –) kétszeres olimpiai és kétszeres amatőr világbajnok kubai ökölvívó.

## Eredményei
247 mérkőzéséből: 243 győzelem, 4 vereség.
- 2000-ben olimpiai bajnok harmatsúlyban.
- 2001-ben világbajnok harmatsúlyban.
- 2003-ban aranyérmes a pánamerikai játékokon harmatsúlyban.
- 2003-ban a világbajnokságon nem szerzett érmet, már a selejtezők során kikapott a későbbi bajnok azeri Ağası Məmmədovtól.
- 2004-ben olimpiai bajnok harmatsúlyban.
- 2005-ben aranyérmes a pánamerikai játékokon harmatsúlyban.
- 2005-ben világbajnok harmatsúlyban.

2007. július 22-én csapattársával, Erislandy Larával – megszakítva mérkőzéseiket a Rio de Janeiróban zajló pánamerikai játékokon – elhagyták a kubai válogatottat. Céljuk az volt, hogy csatlakozzanak a már Németországban élő és profiként versenyző kubai olimpiai bajnokokhoz – Odlanier Solís, Yuriorkis Gamboa és Yan Barthelemí –, de mivel túllépték a vízumukban megengedett tartózkodási időt, és nem kértek menedékjogot, a brazil hatóságok hazatoloncolták őket Kubába. Az esetre válaszul Fidel Castro bejelentette, hogy kénytelen meggátolni országának ökölvívóit abban, hogy részt vegyenek a világbajnokságon.

## Profi karrierje
2009-ben, miután immár sikeresen megszökött, az Egyesült Államokban kezdte pályafutását, az első mérkőzését május 22-én vívta.